# Alireza Aliyari
Alireza Aliyari es un deportista iraní que compite en taekwondo. Ganó una medalla de plata en el Campeonato Asiático de Taekwondo de 2016, en la categoría de –68 kg.

## Palmarés internacional
| Campeonato Asiático | Campeonato Asiático | Campeonato Asiático | Campeonato Asiático |
| Año                 | Lugar               | Medalla             | Categoría           |
| ------------------- | ------------------- | ------------------- | ------------------- |
| 2016                | Pásay (Filipinas)   | Medalla de plata    | –68 kg              |